# Eduard Tobisch
Eduard Karl Theodor Tobisch (* 17. April 1840 in Prag; † 7. Februar 1927 in Teplitz) war ein österreichischer Jurist und k.k. Hofrat.

## Leben
Tobisch wurde 1840 als Sohn des k.k. Staatsbuchhaltungs-Rechnungsrats Franz Karl Tobisch (1794–1862) aus Meseritz bei Kaaden und der Ludmilla Drtina (1805–1886) in Prag geboren. Sein Bruder Vincenz Tobisch war Bergbauingenieur und Verwalter der Gruben in Dux und Johnsdorf, sein Onkel war der Landwirt Franz Josef Tobisch.
Nach Absolvierung des Gymnasiums in Prag und Kaaden studierte Tobisch an der Karls-Universität in Prag Rechtswissenschaft. Am 29. Oktober 1863 wurde er in Prag zum Dr. iur. promoviert. Seine erste Stelle trat er 1868 als Aktuar am Bezirksamt Karbitz an. Es folgte die Beförderung zum Adjunkt. Auf sein Ansuchen hin, verlieh ihm das böhmische Oberlandesgericht 1871 eine Gerichtsadjunktenstelle am k.k. Kreisgericht in Brüx. 1877 folgte die Ernennung zum Ratssekretär am Handelsgericht in Prag. Als Landgerichtsrat kehrte er anschließend an das Landgericht nach Brüx zurück. 1887 wurde Tobisch in gleicher Funktion zurück an das Handelsgericht in Prag versetzt. Am 14. Februar 1889 ernannte Kaiser Franz Joseph I. ihn zum Oberlandesgerichtsrat am böhmischen Oberlandesgericht.
1893 erhielt Tobisch durch den k.k. Justizminister Friedrich von Schönborn die Berufung zum Präsidenten des Schiedsgerichts der Arbeiter-Unfallversicherungs-Anstalt für das Königreich Böhmen in Prag. In dieser Funktion führte er regelmäßig die Gerichtsverhandlungen des Schiedsgerichts in Prag. 1898 trat Tobisch die Stelle des Vizepräsidenten des Oberlandesgerichts für Böhmen, mit Sitz in Prag, an.
Für seine Verdienste am Vaterland wurde ihm durch den Kaiser Titel und Rang eines k.k. Hofrat verliehen. Ebenso erhielt er das Goldene Verdienstkreuz mit der Krone. Seinem Ersuchen nach Versetzung in den Ruhestand wurde 1900 durch den Kaiser stattgegeben. Anschließend verbrachte er seinen Lebensabend als Pensionist in Teplitz und verstarb dort 1927.
Seiner Ehe mit Rosa Emilie Klinger aus Kaaden entstammten zwei Söhne:
- Eduard Josef Karl Tobisch, (* 26. November 1868 in Kaaden; † 18. Dezember 1899 in Brüx) Dr. med. und k.k. Chefarzt
- Josef Karl Vinzenz Tobisch, (* 14. Oktober 1872 in Brüx; † 29. Oktober 1878 in Prag)

## Beförderungen
- 1870 Gerichtsadjunkt
- 1877 Ratssekretär[4]
- 1887 Landesgerichtsrat[5]
- 1889 Oberlandesgerichtsrat[6]
- 1893 Präsident des Schiedsgerichtes der Arbeiter-Unfallversicherungs-Anstalt für das Königreich Böhmen
- 1898 Vizepräsident beim Oberlandesgericht[7]